# جائزة نيوزيلندا الكبرى 1950
جائزة نيوزيلندا الكبرى 1950 هو سباق فورمولا 1 أقيم بتاريخ 18 مارس 1950 في نيوزيلندا.